# Тарон

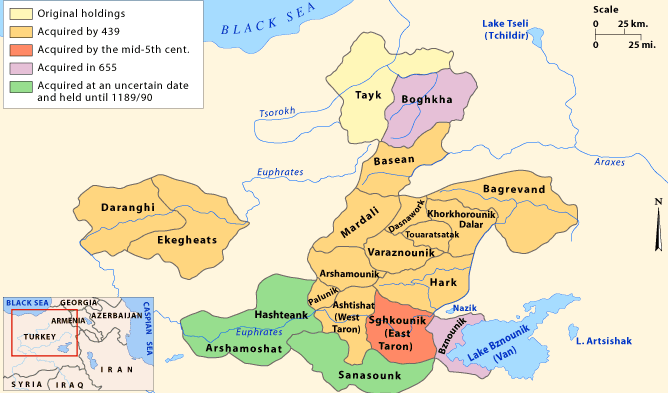
Тарон на карті володінь Маміконянів

Тарон (вірм. Տարոն, грец. Ταρών) — гавар і одночасно історична область Великої Вірменії, що входила до складу більшої адміністративної округи, ашхара Туруберан, на захід від озера Ван . Головне місто — Муш. .

## Історія
Тарон — один із головних центрів вірменської історії. За легендою древні вірмени назвали край Тароном на честь одного з нащадків Ноя Фогарми . Згідно зі Страбоном, Таронітіда була відібрана у Селевкідів і приєднана до Вірменії Арташесом I. У 361–362 р.р. н. е. у Тароні, в селі Хацик, народився Месроп Маштоц.
Вірменські жителі Тарона були винищені у роки геноциду вірменського народу. Нині Тарон відповідає турецькій провінції Муш. Основне населення нині становлять курди.